# Juegos Olímpicos de la Juventud de Lillehammer 2016
Los Juegos Olímpicos de la Juventud de Invierno 2016, oficialmente denominados II Juegos Olímpicos de la Juventud de Invierno, se realizaron en la ciudad de Lillehammer, Noruega, entre el 12 y el 21 de febrero de 2016. Fue la cuarta celebración de los Juegos Olímpicos de la Juventud y la segunda en su edición invernal. El 7 de diciembre de 2011, se acordó otorgar la organización de los Juegos a Lillehammer, la única ciudad candidata. Se reutilizaron las sedes de los Juegos Olímpicos de Invierno de 1994. Además de la ciudad de Lillehammer, algunos eventos se realizaron en las ciudades de Hamar, Gjøvik y Øyer.

## Elección de sede
Tras la fecha límite para la entrega de solicitudes, Lillehammer fue la única ciudad candidata. En esta ciudad se celebraron los Juegos Olímpicos de Invierno de 1994. Buscó ser la sede de los Juegos Olímpicos de la Juventud de Invierno 2012, sin embargo, la candidatura fracasó.
Lake Placid, Lucerna y Sofía se mostraron interesados en la candidatura para el 2016, sin embargo, no buscaron la candidatura. El 7 de diciembre de 2011, el COI seleccionó a Lillehammer como sede de los Juegos Olímpicos de 2016.

## Organización
En enero de 2012, Siri Hatlen fue seleccionada Presidenta del Comité Organizador de Lillehammer 2016. En la ceremonia de clausura de Innsbruck 2012, fue entregada la Bandera Olímpica a Lillehammer.

## Países participantes
- Alemania (44)
- Andorra (2)
- Argentina (9)
- Armenia (2)
- Australia (17)
- Austria (35)
- Bélgica (9)
- Bielorrusia (16)
- Bosnia y Herzegovina (5)
- Brasil (10)
- Bulgaria (12)
- Canadá (54)
- Chile (8)
- China (23)
- China Taipéi (4)
- Chipre (1)
- Corea del Sur (30)
- Croacia (7)
- Dinamarca (4)
- Eslovaquia (33)
- Eslovenia (20)
- España (6)
- Estados Unidos (62)
- Estonia (17)
- Finlandia (42)
- Francia (32)
- Georgia (2)
- Grecia (3)
- Hungría (15)
- India (1)
- Irán (2)
- Irlanda (1)
- Islandia (3)
- Israel (2)
- Italia (37)
- Jamaica (1)
- Japón (31)
- Kazajistán (17)
- Kenia (1)
- Kirguistán (1)
- Letonia (16)
- Líbano (2)
- Liechtenstein (2)
- Lituania (10)
- Luxemburgo (1)
- Malasia (1)
- México (2)
- Moldavia (2)
- Mongolia (2)
- Mónaco (1)
- Montenegro (2)
- Nepal (1)
- Noruega (73)
- Nueva Zelanda (11)
- Países Bajos (13)
- Polonia (21)
- Portugal (2)
- Reino Unido (16)
- República Checa (43)
- Macedonia del Norte (2)
- Rumania (22)
- Rusia (72)
- San Marino (1)
- Serbia (3)
- Sudáfrica (1)
- Suecia (39)
- Suiza (48)
- Timor Oriental (1)
- Turquía (13)
- Ucrania (23)

## Deportes
| - Esquí alpino - Biatlón - Bobsleigh - Curling | - Hockey sobre Hielo - Luge - Combinada nórdica - Salto de esquí | - Snowboarding - Patinaje de velocidad - Patinaje artístico - Skeleton | - Esquí acrobático - Esquí de fondo - Patinaje de velocidad sobre pista corta |

## Medallero
País organizador (Noruega)
| Núm.  | País                                           | Oro | Plata | Bronce | Total |
| ----- | ---------------------------------------------- | --- | ----- | ------ | ----- |
| 1     | Estados Unidos                                 | 10  | 6     | 0      | 16    |
| 2     | Corea del Sur                                  | 10  | 3     | 3      | 16    |
| 3     | Rusia                                          | 7   | 8     | 9      | 24    |
| 4     | Alemania                                       | 7   | 7     | 8      | 22    |
| 5     | Noruega                                        | 4   | 9     | 6      | 19    |
| —     | Equipos mixtos de Comités Olímpicos Nacionales | 4   | 4     | 5      | 13    |
| 6     | Suiza                                          | 4   | 3     | 4      | 11    |
| 7     | China                                          | 3   | 5     | 2      | 10    |
| 8     | Canadá                                         | 3   | 2     | 1      | 6     |
| 9     | Suecia                                         | 3   | 2     | 0      | 5     |
| 10    | Eslovenia                                      | 3   | 0     | 2      | 5     |
| 11    | Japón                                          | 2   | 4     | 0      | 6     |
| 12    | Austria                                        | 2   | 3     | 5      | 10    |
| 13    | Francia                                        | 2   | 1     | 3      | 6     |
| 14    | Gran Bretaña                                   | 2   | 0     | 2      | 4     |
| 15    | Italia                                         | 1   | 2     | 6      | 9     |
| 16    | Letonia                                        | 1   | 1     | 0      | 2     |
| 17    | Rumania                                        | 1   | 0     | 0      | 1     |
| 17    | Ucrania                                        | 1   | 0     | 0      | 1     |
| 19    | Australia                                      | 0   | 3     | 1      | 4     |
| 20    | República Checa                                | 0   | 2     | 2      | 4     |
| 21    | Finlandia                                      | 0   | 1     | 5      | 6     |
| 22    | Hungría                                        | 0   | 1     | 1      | 2     |
| 22    | Nueva Zelandia                                 | 0   | 1     | 1      | 2     |
| 24    | Bélgica                                        | 0   | 1     | 0      | 1     |
| 24    | Eslovaquia                                     | 0   | 1     | 0      | 1     |
| 26    | Kazajistán                                     | 0   | 0     | 2      | 2     |
| 27    | Bulgaria                                       | 0   | 0     | 1      | 1     |
| 27    | Países Bajos                                   | 0   | 0     | 1      | 1     |
| Total | Total                                          | 70  | 70    | 70     | 210   |